# Рябцево-1
Рябцево-1 (рос. Рябцево-1) — присілок в Усвятському районі Псковської області Російської Федерації.
Населення становить 1 особу. Входить до складу муніципального утворення Церковищенська волость.

## Історія
Від 2015 року входить до складу муніципального утворення Церковищенська волость.

## Населення
| 2001 | 2002 | 2010 |
| ---- | ---- | ---- |
| 13   | ↘8   | ↘1   |